# Standaardmodel van de deeltjesfysica

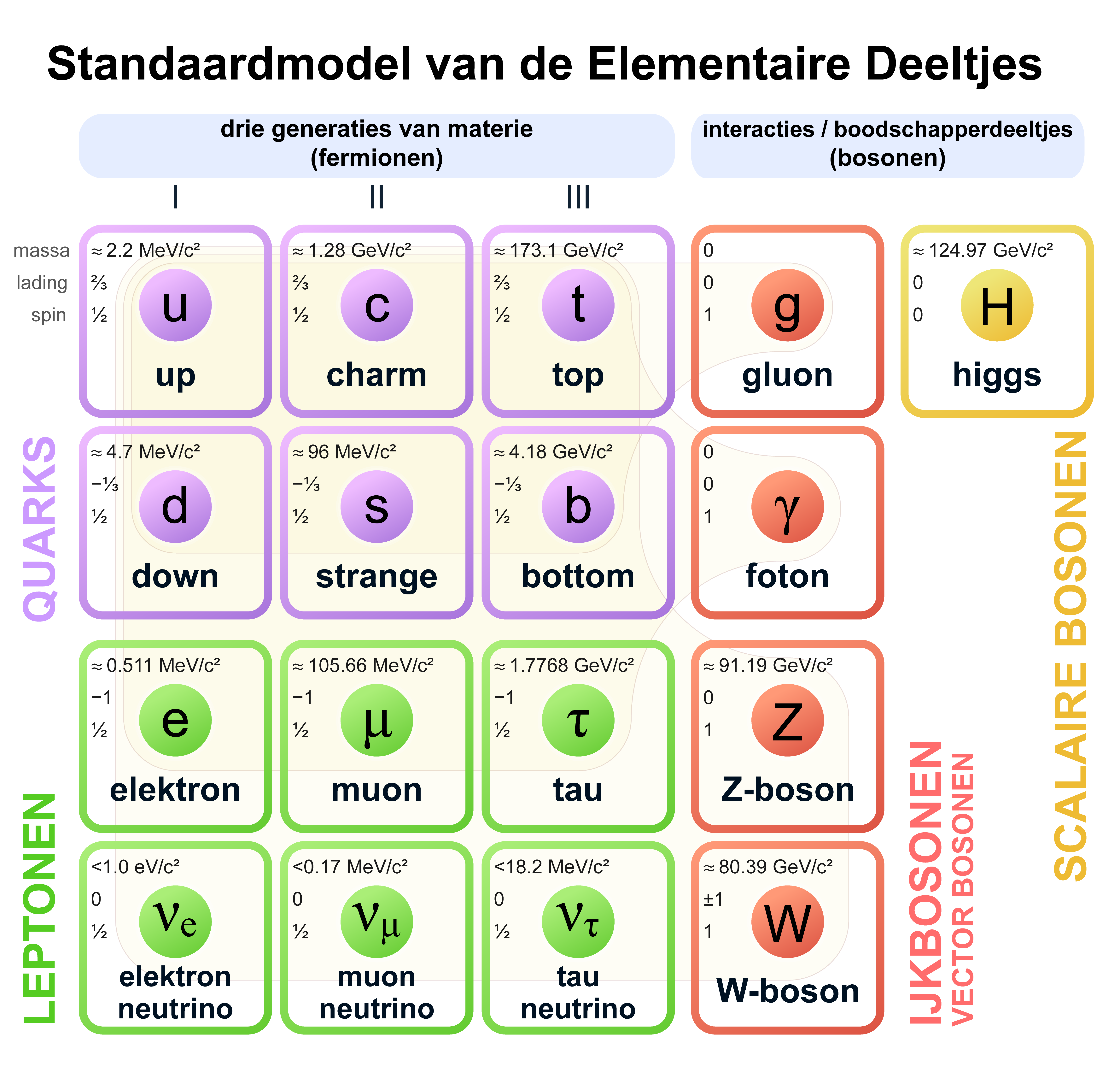
De deeltjes van het standaardmodel

Het standaardmodel van de deeltjesfysica is een theorie uit de deeltjesfysica waarin de krachten en deeltjes die alle materie vormen, worden beschreven. Experimenten hebben aangetoond dat deze theorie met de kwantummechanica en de speciale relativiteitstheorie in overeenstemming is. Het is echter geen allesbeschrijvende theorie van fundamentele interacties, hoofdzakelijk omdat het de zwaartekracht buiten beschouwing laat. In de jaren zeventig is het standaardmodel opgezet en men heeft hiermee veelvuldig de uitkomst van experimenten succesvol kunnen voorspellen. Vandaag is het standaardmodel een breed aanvaarde theorie die in veel gebieden toepasbaar is. Het standaardmodel voorspelde tot voor kort dat neutrino's massaloos zijn. De ontdekking van neutrino-oscillaties (het fenomeen waarbij neutrino's van de ene generatie in de ander omgezet worden) vereist echter dat deze een massa hebben.

## Families
In de fundamentele natuurkunde, in de deeltjesfysica in het bijzonder, komt het begrip familie veelvuldig voor. Zo kent men bijvoorbeeld:
- quarkfamilies, ook wel aangeduid als quarkgeneraties; er bestaan drie quarkfamilies van elk tweemaal twee leden, aangeduid als {up (u) - down (d)}, {charm (c) - strange (s)}, {top (t) - bottom (b))} en overeenkomstige antideeltjes.
- leptonfamilies, ook wel aangeduid als leptongeneraties; er bestaan drie leptonfamilies van elk tweemaal twee leden, aangeduid als ({elektron (e), elektronneutrino (νe}, {muon - muonneutrino (νμ)}, {tau - tauneutrino (ντ) en overeenkomstige antideeltjes.
- mesonfamilies; er bestaan tal van families van mesonen met - binnen een familie - overeenkomstige kwantumgetallen.
- hadronfamilies; er bestaan tal van families van hadronen met - binnen een familie - overeenkomstige kwantumgetallen.

## Materiedeeltjes en krachtvoerende deeltjes

Wisselwerking tussen de deeltjes

Alle delen van het atoom bestaan uit fundamentele materiedeeltjes en krachtvoerende deeltjes. Materiedeeltjes hebben een halftallige spin, voldoen dus aan de Fermi-Diracverdeling en heten daarom fermionen. Ze zijn te onderscheiden in leptonen en quarks. Alleen elektron en up- en downquark zijn stabiel; dit zijn de bouwstenen van atomen. De overige, zware fermionen vervallen binnen enkele microseconden.
De krachtvoerende deeltjes hebben een gehele spin, voldoen dus aan de Bose-Einsteinstatistiek en heten daarom (intermediaire vector) bosonen. Ze zijn de overbrengers van de vier fundamentele natuurkrachten. De zwaartekracht met het gepostuleerde maar nog niet aangetoonde graviton valt voorlopig buiten het standaardmodel.
Er zijn ongeveer 200 subatomaire deeltjes bekend. Die worden aangeduid met een letter uit het Latijnse of Griekse alfabet, aangevuld met een andere letter, '+', '−', '0', '/' of een streep.
| elementair    | fermionen     | fermionen     | quarks                 | up (quark + antiquark) • down (quark + antiquark) • charm (quark + antiquark) • strange (quark + antiquark) • top (quark + antiquark) • bottom (quark + antiquark)                                       |
| elementair    | fermionen     | fermionen     | leptonen               | elektron • positron • muon • antimuon • tau • antitau • elektron-neutrino • elektron-antineutrino • muon-neutrino • muon-antineutrino • tau-neutrino • tau-antineutrino                                  |
| elementair    | bosonen       | bosonen       | vector                 | foton • gluon • W- en Z-bosonen |
| elementair    | bosonen       | bosonen       | scalair                | higgsboson |
| elementair    | spookvelden   | spookvelden   | spookvelden            | Faddeev–Popov-spoken |
| elementair    | hypothetisch  | superpartners | gaugnionen             | gluino • gravitino • fotino |
| elementair    | hypothetisch  | superpartners | overige                | higgsino • neutralino • chargino • axino • sfermion (stop squark) |
| elementair    | hypothetisch  | overige       | overige                | planckdeeltje • axion • dilaton • dual graviton • graviton • leptoquark • majoron • majorana • fermion • magnetische monopool • preon • steriel neutrino • tachyon • W′- en Z′-bosonen • X- en Y-bosonen |
| composiet     | hadronen      | hadronen      | baryonen / hyperonen   | nucleon • proton • antiproton • neutron • antineutron • delta baryon • lambda baryon • sigma baryon • xi baryon • omega baryon                                                                           |
| composiet     | hadronen      | hadronen      | mesonen / quarkonia    | pion • rho meson • eta en eta prime meson • phi meson • J/psi meson • omega meson • upsilon meson • kaon • B meson • D meson                                                                             |
| composiet     | hadronen      | hadronen      | exotische hadronen     | tetraquark • pentaquark |
| composiet     | overige       | overige       | overige                | atoomkern • atomen • Exotische atomen • positronium • muonium • tauonium • onia • superatomen • moleculen                                                                                                |
| composiet     | hypothetisch  | hypothetisch  | hypothetische baryonen | hexaquark • skyrmion |
| composiet     | hypothetisch  | hypothetisch  | hypothetische mesonen  | glueball • theta meson • T meson |
| composiet     | hypothetisch  | hypothetisch  | overige                | mesonic molecuul • pomeron • diquark |
| quasideeltjes | quasideeltjes | quasideeltjes | quasideeltjes          | davydov soliton • dropleton • exciton • hole ("elektrongat") • magnon • phonon • plasmaron • plasmon • polariton • polaron • roton • trion                                                               |

## Quarks en leptonen
De quarks en de leptonen zijn in drie generaties van materie in te delen:
De deeltjes van elke rij verschillen in de elektrische lading. De massa is groter in elke volgende generatie. We spreken bij zo'n viertal in één kolom van een generatie of familie van elementaire deeltjes.
Alle zichtbare materie in het heelal bestaat uit eerste-generatiedeeltjes: up- en downquark en elektron. Dit komt doordat deeltjes van de tweede en derde generatie instabiel zijn: ze vervallen heel snel in deeltjes van de eerste generatie.
| Soort         | Soort      |                   |               |              |                   | Eerste generatie | Eerste generatie | Eerste generatie |         | Tweede generatie | Tweede generatie | Tweede generatie |              | Derde generatie | Derde generatie | Derde generatie |
| Soort fermion | Lading (e) | 1e generatie      | 2e generatie  | 3e generatie | Deeltje           | Symbool          | Massa (GeV)      | Deeltje          | Symbool | Massa (GeV)      | Deeltje          | Symbool          | Massa (GeV)  |                 |                 |                 |
| Quarks        | +2⁄3       | upquark           | charmquark    | topquark     | Up                | u                | 0,003            | Charm            | c       | 1,3              | Top (truth)      | t                | 174          |                 |                 |                 |
| Quarks        | −1⁄3       | downquark         | strange quark | bottomquark  | Down              | d                | 0,006            | Strange          | s       | 0,14             | Bottom (beauty)  | b                | 4,3          |                 |                 |                 |
| Leptonen      | −1         | elektron-neutrino | muon-neutrino | tau-neutrino | Elektron          | e−               | 0,000 51         | Muon             | μ−      | 0,106            | Tau              | τ−               | 1,784        |                 |                 |                 |
| Leptonen      | 0          | elektron          | muon          | tau          | Elektron-neutrino | υe               | < 15 × 10−8      | Muon-neutrino    | υμ      | < 2,5 × 10−4     | Tau-neutrino     | υτ               | < 3,5 × 10−2 |                 |                 |                 |

## Kwantumvelden
De deeltjes van het standaardmodel zijn geen deeltjes uit de klassieke mechanica maar kwantumdeeltjes, of beter: kwantumvelden. Elektronen zijn wel deeltjes met massa en lading, maar in een atoom zijn het geen kogeltjes die rond de kern draaien volgens de klassieke wetten van Newton en Coulomb, maar golfpatronen rond de kern. Kwantumdeeltjes beschrijven geen banen; het zijn velden met massa en lading waarvoor relativistische kwantumtheorie ontwikkeld wordt, een combinatie van elektromagnetisme en speciale relativiteitstheorie met niet-relativistische kwantummechanica. Het standaardmodel is vooral een kwantumveldentheorie waarin deeltjes en hun wisselwerking beschreven worden door wiskundige formules (lagrangianen) met een zeer compacte complexe notatie.
Het algemeen geaccepteerde en toegepaste deel van deze theorie is kwantumelektrodynamica (QED) dat fotonen, elektronen en stabiele ongedeelde atoomkernen beschrijft en zo de basis vormt van de chemie en materiaalkunde. Recenter zijn kwantumchromodynamica (QCD) en elektrozwakke wisselwerking om atoomkerndelen (gluonen, W en Z bosonen, quarks) en neutrino's in de theorie te betrekken om zo ook de eigenschappen van de vele instabiele deeltjes te verklaren die grote deeltjesversnellers produceren. Maar in de bekende Course of Theoretical Physics van Landau en Lifshitz zijn deze delen van het model nog niet opgenomen.